# 約克公爵紀念柱

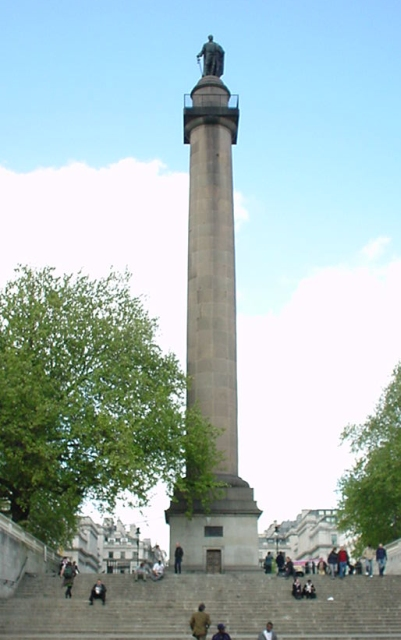

約克公爵紀念柱（Duke of York Column）是位於英國倫敦的一個紀念碑，紀念英國國王喬治三世的次子弗雷德里克王子，紀念柱的設計者是Benjamin Dean Wyatt。約克公爵紀念柱在1832年竣工。